# Göran Sonnevi

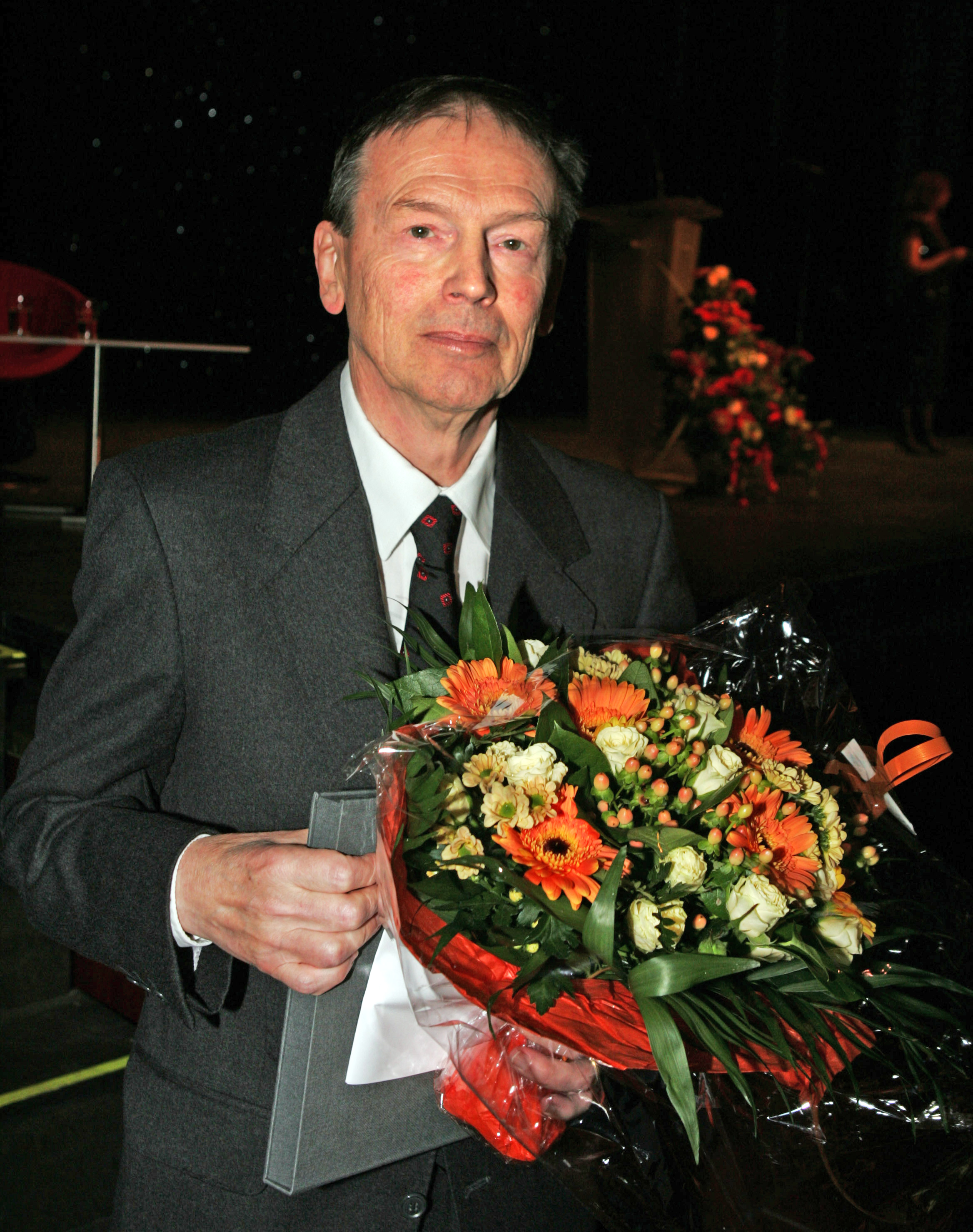
Sonnevi na de uitreiking van de Literatuurprijs van de Noordse Raad in 2006

Göran Sonnevi (Lund, 2 oktober 1939) is een Zweeds dichter (en vertaler). Hij groeide op in Halmstad, studeerde letterkunde aan de universiteit van Lund en volgde ook een opleiding tot bibliothecaris. Sonnevi is meermalen gelauwerd voor zijn werk, zo is hem in 2006 de Literatuurprijs van de Noordse Raad toegekend voor zijn dichtbundel Oceanen.
Hij wordt beschouwd als vernieuwend, en is een van de grote namen uit de Zweedse lyriek.

## Voorbeelden van zijn werk (dichtbundels)
- Outfört (onuitgevoerd) - 1961
- Det omöjliga (het onmogelijke) - 1975
- Oceanen (de oceaan) - 2005

## In het Nederlands verschenen
- Het onmogelijke, en andere gedichten - 1983. Vertaling: Lisette Keustermans en Leo Wilders.

- Bibsys: 90163972
- Bibliothèque nationale de France: cb12029198v (data)
- Catàleg d'autoritats de noms i títols de Catalunya: 981058514672706706
- Gemeinsame Normdatei: 11898621X
- International Standard Name Identifier: 0000 0000 8314 6160
- KulturNav: 8c66c721-0bc4-4bfe-8c57-1496d223bd52
- Library of Congress Control Number: n80049758
- Nationale Bibliotheek van Letland: 000196396
- Nederlandse Thesaurus van Auteursnamen: 069666059
- LIBRIS: 216409
- SNAC: w66t3r40
- Système universitaire de documentation: 028460677
- Virtual International Authority File: 113532157
- WorldCat: E39PBJrRjDYbVKbcbYr8VKkbh3